# تاتسوئو ماتسومورا
تاتسوئو ماتسومورا (انگلیسی: Tatsuo Matsumura; ۱۸ دسامبر ۱۹۱۴ – ۱۸ ژوئن ۲۰۰۵) یک هنرپیشه، و بازیگر سینما اهل ژاپن بود. در سال ۱۹۷۲ با مرگ شین موریکاوا، بازیگر نقش «اوی‌چان» (ریوزو کوروما) عموی تورا-سان در نسخه سریال تلویزیونی از قسمت نهم و فیلم خانه قدیمی تورا-سان، تاتسوئو ماتسومورا برای ایفای نقش اوی‌چان در سری فیلم‌های اوتوکو وا تسورای یو برای نسل دوم انتخاب شد. او حتی پس از ترک پروژه فیلم مرد بودن سخت است به دلیل بیماری، بارها در نقش‌های مختلف در همان سریال ظاهر شد.